# 35 Большой Медведицы
35 Большой Медведицы (лат. 35 Ursae Majoris), HD 90633 — одиночная звезда в созвездии Большой Медведицы на расстоянии приблизительно 370 световых лет (около 113 парсеков) от Солнца. Видимая звёздная величина звезды — +6,31m.

## Характеристики
35 Большой Медведицы — оранжевая звезда спектрального класса K0. Радиус — около 7,7 солнечного, светимость — около 42,58 солнечных. Эффективная температура — около 4691 К.